# Gherman Titov
Gherman Stepanovich Titov (em russo:  Герман Степанович Титов; Verkhnie Jilino, 11 de setembro de 1935 — Moscou, 20 de setembro de 2000) foi um cosmonauta soviético.

## Vida
Nascido na república russa de Altai, Titov foi o segundo homem a ir ao espaço e entrar em órbita da Terra, após seu compatriota Yuri Gagarin.
Depois de se formar na Escola Militar de Aviação de Stalingrado, Titov se tornou piloto da força aérea e foi selecionado para o então nascente programa espacial soviético em 1960. Em 6 de agosto do ano seguinte, ele subia ao espaço a bordo da nave, a Vostok 2, tornando-se, aos 26 anos, o mais jovem cosmonauta/astronauta da história até os dias de hoje.
Durante seu voo chegou a dormir na cabine da cápsula espacial, de tão relaxado estava, durante a missão de 25 horas em 17,5 órbitas em volta da Terra. Tornou-se então o primeiro ser humano a dormir no espaço. Mesmo assim, foi o primeiro homem a sofrer de 'enjoo espacial'.
Após seu voo, transformado em herói nacional e mundial junto com Gagarin, Gherman Titov assumiu vários cargos importantes no programa espacial soviético até sua aposentadoria em 1992. Em 1995 ele foi eleito para a Duma, como membro do Partido Comunista da Federação Russa.
Foi condecorado como Herói da União Soviética e com duas medalhas da Ordem de Lenin, as duas mais importantes comendas da ex-URSS.
Morreu de ataque cardíaco na sauna de sua casa, aos 65 anos de idade. Uma cratera na face oculta da Lua foi batizada com seu nome pelos astrônomos russos, após sua morte.

## Viagem aos Estados Unidos

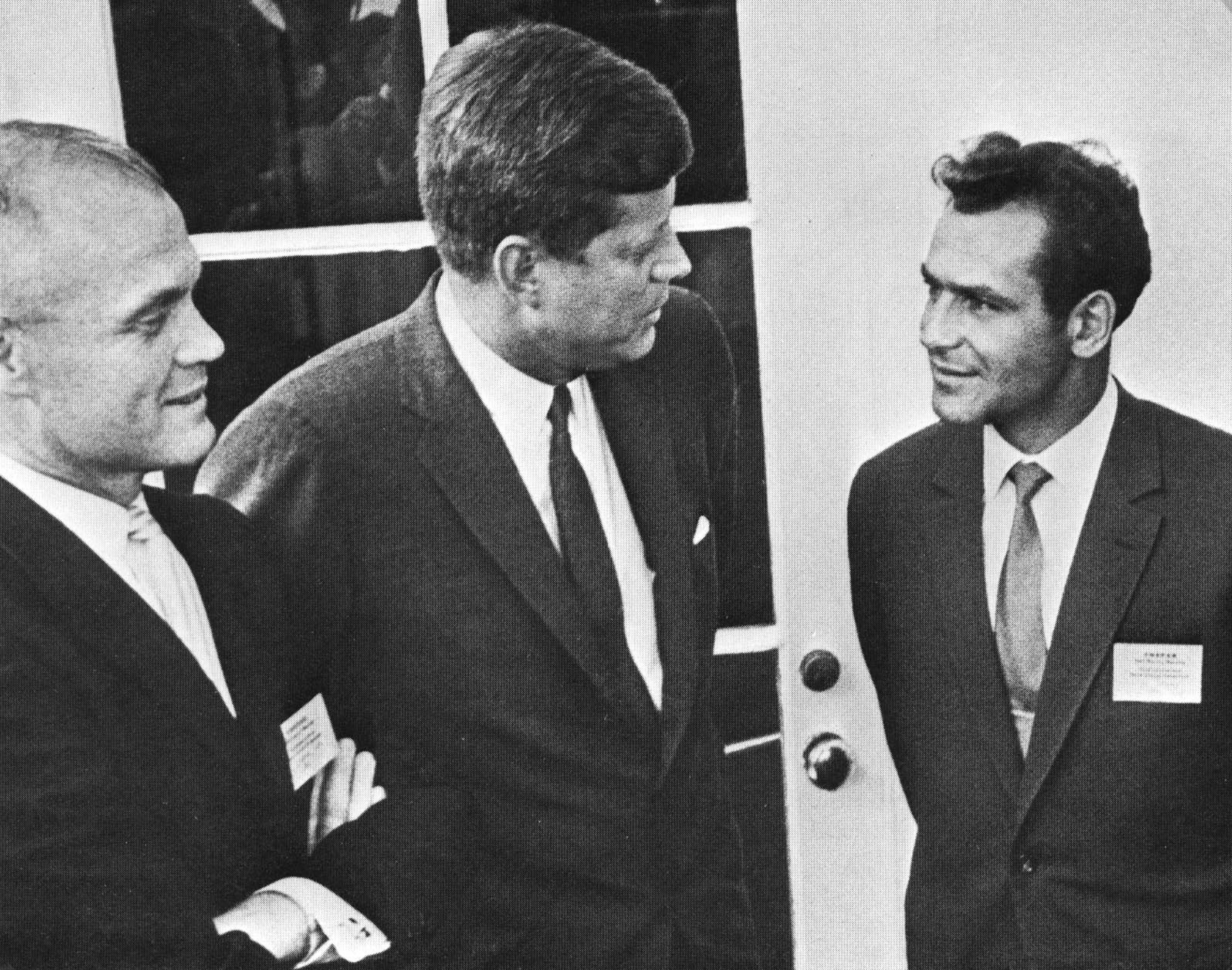
John Glenn, John Kennedy e Gherman Titov (Casa Branca, 3 de maio de 1962.

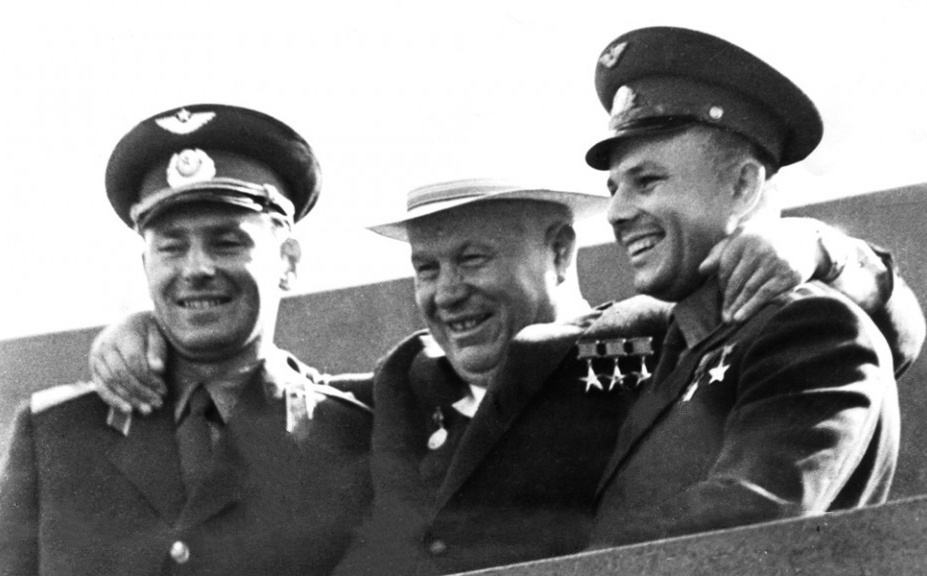
Titov com Nikita Khrushchev e Iuri Gagarin na Praça Vermelha em 20 de novembro de 1961.

Em abril de 1962, menos de um ano após seu voo espacial, Titov viajou aos Estados Unidos em companhia de sua esposa Tamara e do general Nikolay Kamanin, um dos líderes do programa espacial soviético. Titov tornou-se então o primeiro cosmonauta soviético a conhecer pessoalmente um astronauta americano. Este astronauta foi John Glenn, que havia realizado seu voo espacial em fevereiro do mesmo ano.
Glenn levou Titov para um passeio pelo Museu de Arte Moderna, em Nova Iorque. Em Washington D.C. Glenn e sua esposa Annie conduziram Titov e sua esposa para um passeio pelo Instituto Smithsoniano, onde viram a nave Mercury 3, na qual Alan Shepard se tornara, em maio do ano anterior o primeiro americano no espaço. Nesta ocasião, Titov cometeu uma gafe diplomática, pois um repórter lhe perguntou se ele gostaria de voar ao espaço em uma nave Mercury americana, ao que ele respondeu:
| “ | Não. A qualidade de uma nave americana não é boa o bastante. | ” |

Outro repórter lhe perguntou qual era sua opinião a respeito da corrida armamentista, e da possibilidade de uma guerra nuclear entre Estados Unidos e União Soviética. Ele respondeu:
| “ | Não queremos armas nem guerras. Mas nossos cientistas podem produzir uma bomba com poder equivalente a 100 toneladas de explosivos convencionais e lançá-la em qualquer lugar que queiramos. | ” |

Ainda naquele dia Titov visitou a Casa Branca, onde encontrou-se com o presidente americano John Kennedy. Nos dias seguintes, Titov, sua esposa e o general Kamanin permaneceram hospedados na casa de Glenn, conhecendo outros astronautas americanos.